# 코티지 로프
코티지 로프(영어: Cottage loaf)는 잉글랜드에서 시작된 전통 빵이다. 코티지 로프의 이름은 둥근 빵 두개를 포개 놓은 모양에서 비롯되었다. 이 빵은 큰 빵 위에 작은 빵을 올리는 방법으로 만드는데 햄버거와 같이 사이에 음식을 넣기도 한다.

## 같이 보기
- 영국 요리
- 잉글랜드 요리
- 햄버거